# Кива Ілля Володимирович
Ілля́ Володи́мирович Ки́ва (2 червня 1977 , Полтава, Українська РСР, СРСР  — 6 грудня 2023 , Супонєво (Одинцовський район), Московська область ) — колишній український та проросійський політик. Путініст і українофоб, колаборант із Росією. Колишній народний депутат України 9-го скликання від забороненої проросійської політичної партії ОПЗЖ (2019—2022). Колишній командир об'єднаного батальйону «Полтавщина» у складі МВС.
За фахом — педагог-психолог, магістр за спеціальністю «правознавство». 26 квітня 2021 року захистив дисертацію на здобуття наукового ступеня кандидата наук з державного управління, обставини підготовки дисертації та самого захисту стали приводом для скандалу й звинувачень у недоброчесності. 17 листопада 2021 року Кива заявив, що його позбавили ступеня кандидата наук, а згодом, у відповідь на запит від Радіо Свобода, Міністерство освіти і науки України повідомило, що «станом на 23 листопада 2021 року Киві Іллі Володимировичу не присуджено науковий ступінь кандидата наук з державного управління».
Відомий своєю аморальною поведінкою (зокрема, у залі Верховної Ради України), українофобією та захопленням В. Путіним. Завсідник проросійських та російських пропагандистських телеканалів [⇨].
Перед повномасштабним вторгненням РФ на територію України, у січні 2022 року втік до Іспанії. У березні 2022 року був оголошений у підозрі в державній зраді та позбавлений депутатського мандату Верховною Радою України.
Убитий 6 грудня 2023 року.

## Життєпис

### Ранні роки
Ілля Кива народився 2 червня 1977 року в місті Полтаві. Його дід по батьковій лінії — Пилип Денисович Кива, учасник Німецько-радянської війни, Герой Радянського Союзу. Батько — Володимир Пилипович Кива — народився 19 серпня 1951 року в Полтаві. Дядько по батьковій лінії — Олег Пилипович Кива, український композитор, заслужений діяч мистецтв УРСР та народний артист України. Навчався в Полтавській гімназії № 6. Закінчив школу № 1 за класом гри на фортепіано. Вищу освіту здобув у Полтавському національному технічному університеті імені Юрія Кондратюка. З 1976[джерело?] року працював випробувачем на заводі № 22 «Знамено» в місті Полтава. За даними російської телепередачі «Слідство вели…», якийсь Володимир Кива в 1980-ті рр. здійснив низку грабунків та вбив співробітника міліції, за що був засуджений до смертної кари в 1985 році й розстріляний за вироком суду. І. В. Кива відкидав цю версію й стверджував, що ця людина є однофамільцем, а його батько помер у 1998 році від ускладнень зі здоров'ям. На підтвердження цієї версії Ілля Кива наводить сканкопію повторного свідоцтва про смерть свого батька, виданого з якоїсь причини лише 23 квітня 2004 року.
До 2003 року навчався у Полтавському нафтовому геологорозвідувальному технікумі. Спеціальність «Обслуговування та ремонт нафтових і газових промислів», кваліфікація «технік-механік». Пізніше навчався в Полтавському педагогічному інституті за спеціальністю «Педагог-психолог».

### Трудова діяльність
З 2005 року по серпень 2008 року працював директором та головним бухгалтером ТОВ «Укрзв'язокмонтаж». Упродовж кількох місяців 2008 року обіймав посаду інженера-технолога на Донецькій залізниці. До 2010 року на цьому ж підприємстві пропрацював начальником промивально-пропарювальної станції Новозолотарівка.
2009 — закінчив Юридичний університет ім. Я. Мудрого за спеціальністю «Правознавство».
У 2010—2011 роках працював заступником начальника відділу ремонту та будівництва великої кільцевої дороги Служби автомобільних доріг у Київській області Державної служби автомобільних доріг України. Близько двох місяців у 2011 році пропрацював на посаді заступника начальника Управління у справах захисту прав споживачів у Полтавській області.
Отримав звання «майора міліції» і був призначений командиром батальйону патрульної служби міліції особливого призначення «Полтавщина», який було створено управлінням МВС України в Полтавській області на базі батальйону «Полтава», роти «Кременчук» і роти «Мирний», якою до того командував сам Ілля. Начальник ГУМВС Полтавської області Іван Корсун підтвердив наказ Арсена Авакова.
10 грудня 2014 року наказом міністра Авакова призначений заступником начальника УМВС України в Донецькій області. На цій посаді став першим серед керівного складу територіальних управлінь МВС, хто активно впроваджував в оперативну роботу базу даних волонтерського проєкту «Миротворець». Кива разом з Дмитром Корчинським займався обладнанням захисних укріплень у Бахмутському районі.
У період боїв за Дебальцеве взимку 2015 року, Кива опікувався евакуацією цивільних з даного населеного пункту..
З 1 липня 2015 року був переведений на посаду заступника начальника УМВСУ в Херсонській області, тоді ж йому було достроково надано спеціальне звання «підполковник міліції». З серпня 2015 року — підполковник міліції. На Херсонщині Кива кришував трафік китайських синтетичних наркотиків до окупованого росіянами Криму.
Крім цього, активно займався врегулюванням конфлікту з учасниками блокади окупованого Криму. Економічна блокада Криму не влаштувала деяких далекобійників, які заблокували організаторів акції. Після бесіди з Кивою водії вантажівок прибрали свої машини з дороги. На кожному посту, де знаходилися учасники блокади, також перебували співробітники міліції, які стежили за дотриманням прав громадян України.
Після служби на Сході, заснував та очолив «Всеукраїнський союз ветеранів АТО», метою якого є забезпечення соціального захисту учасників бойових дій, а також забезпечення військово-патріотичного виховання та формування на цій основі осередків територіальної оборони.
Очолював благодійну організацію «Міжнародний благодійний фонд Іллі Киви Визволення», що займається реабілітацією дітей, які потрапили до виховних колоній. Заснував і став власником та головою громадських організацій «Всеукраїнська національна федерація дворового футболу» та «Всеукраїнська федерація доміно».
Деякий час керував полтавським осередком Правого сектора, а також був регіональним політичним керівником «Правого сектора» на Сході України (Полтавська, Харківська, Донецька, та Луганська області). Зокрема, був помічником та представляв інтереси і виконував відповідні доручення від імені Дмитра Яроша у відносинах з органами державної влади, органами місцевого самоврядування, політичними партіями фізичними та юридичними особами всіх форм власності на території України під час президентських виборів.

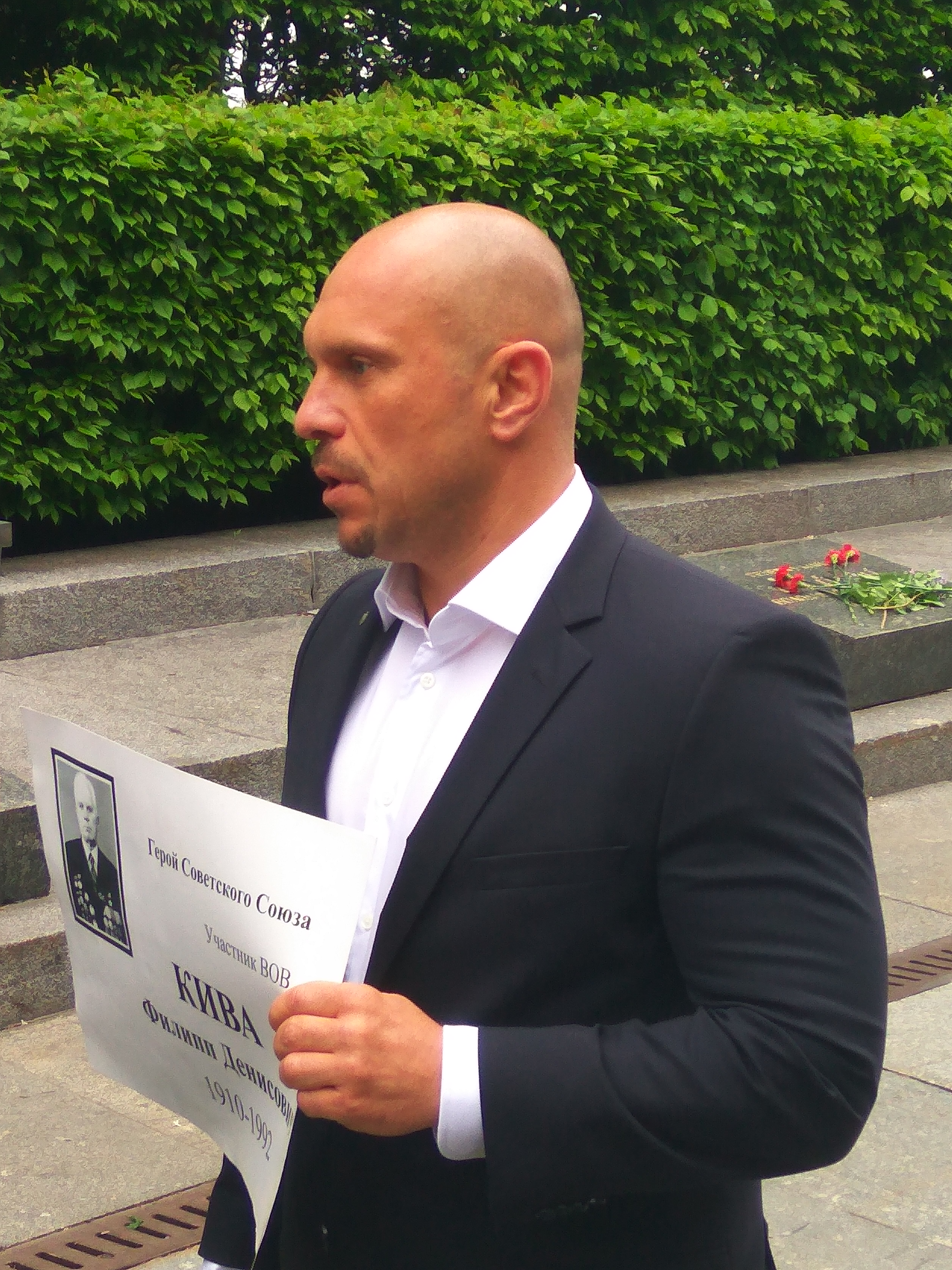
Ілля 9 травня 2019 року в Києві з портретом свого діда Пилипа Ківи

22 жовтня 2015 року очолив Департамент протидії наркозлочинності. Після призначення Ілля у Facebook вимагав відновити кримінальну відповідальність за перебування в стані наркотичного сп'яніння.
У березні 2016 року повідомив про свою відмову проходити переатестацію в зв'язку з тим, що вбачає змову проти нього серед членів атестаційної комісії. 30 березня 2016 року пресслужба Національної поліції України повідомила, що Кива наступного року повинен пройти психологічне тестування MIDOT для співробітників Нацполіції.
22 квітня 2016 року Глава НПУ Хатія Деканоїдзе ініціювала звільнення Киви з посади голови департаменту протидії наркозлочинності Нацполіції у зв'язку із його висловлюваннями, розкритикувавши його інтерв'ю. «Його слова, особливо про АТОшників, — це неприйнятно», — сказала вона.
19 травня 2016 року МВС переведено з посади начальника департаменту протидії наркозлочинності Національної поліції. 20 травня 2016 року І. Кива написав заяву на ім'я командувача Нацгвардії України Юрія Аллерова про прийняття його на службу. 27 травня 2016 року ЦВК України зареєструвала І. Киву кандидатом у депутати Верховної Ради України на проміжних виборах в одномандатному виборчому окрузі № 183 (Херсон). Його медіа-кампанію вів політтехнолог Пьотр Тєрєнтьєв.
У травні 2016 року у відповідь на заяву Саакашвілі подав позов до суду щодо захисту своєї честі та гідності.
З жовтня 2016 року по червень 2017 року Кива був радником Міністра внутрішніх справ України.
У 2017 році закінчив Національну академію МВС України за спеціальністю «Право» отримавши ступінь Магістра.
З 24 червня по 31 липня 2019 року вів передачу «Запитай Киву» на телеканалі ZIK.

### Політика
Балотувався на перевиборах, що відбулися 15 грудня 2013 року в окрузі № 223, за нього проголосували 20 виборців чи 0,02 %.
У липні 2017 року Кива повідомив, що став головою Соціалістичної партії України, розмістивши відеозвернення на своїй сторінці у Facebook. Водночас, за даними українських ЗМІ, на сайті партії інформації ні про з'їзд, ні про обрання нового голови не було.
Наприкінці 2017 року обирався головою профспілки МВС України, станом на квітень 2021 року більше не є керівником профспілки.
27 січня 2018 року ЗМІ повідомили, що під час спільного засідання політради та центральної контрольної комісії Соціалістичної партії, СПУ виключила Киву зі своїх лав та звинуватила у «спробі рейдерського захоплення партії». Кива заявив, що його виключення з СПУ нелегітимне. За даними BBC, це спричинило розкол у партії, після чого СПУ розпалася на три частини, кожна з яких претендувала на легітимність. Але оскільки у державному реєстрі головою СПУ був зазначений саме Кива, лояльна до нього частина партії 3 листопада 2018 року провела з'їзд та висунула Киву кандидатом у Президенти України.
25 січня 2019 року Центрвиборчком зареєстрував його кандидатом. За підсумками першого туру виборів Президента, Кива отримав 0.03 % голосів виборців.

### Депутатство
У серпні 2019 року Кива пройшов до ВРУ IX скликання як представник (34-й номер у списку) проросійської партії ОПЗЖ. Набув депутатські повноваження 29 серпня 2019 року й став членом Комітету з питань правоохоронної діяльності.
21 січня 2020 року в Полтаві під час конференції за участі Медведчука та Рабиновича Киву було обрано головою полтавської організації ОПЗЖ.
За офіційними даними Верховної Ради України, за весь час депутатських повноважень подав (станом на травень 2021 року) лише три законопроєкти, які стали чинними законодавчими актами.
6 березня 2022 року Киві повідомили про підозру в державній зраді. 15 березня 335 депутатів Верховної ради України проголосували «за» позбавлення Іллі Киви депутатського мандата.

## Смерть

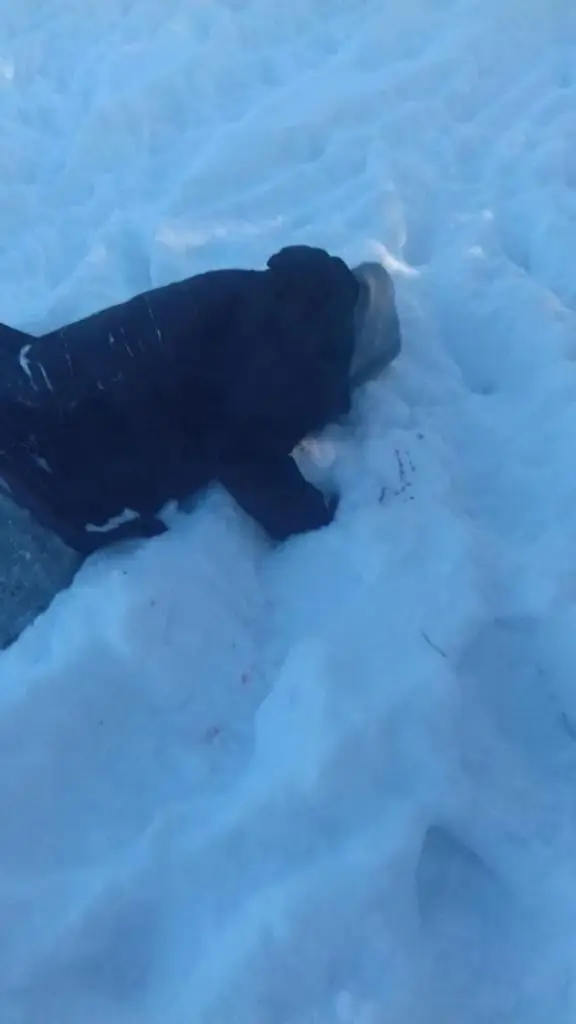
Тіло вбитого Іллі Ківи

Ліквідований, імовірно, СБУ зі стрілецької зброї 6 грудня 2023 року поблизу готелю «Величъ Country Club» у селі Супонєво, Одінцовського району, Московської області.
Слідчими та криміналістами проведено огляд місця події, під час якого вилучено змиви, дві пістолетні гільзи, патрон та інші предмети. Також проведено огляд автомобіля потерпілого та готельний номер, у якому він проживав останні місяці. На тілі загиблого виявлено два кульові вогнепальні поранення.
— розповіли російські правоохоронці. За інформацією ЗМІ, Киві вистрілили в спину та голову.
11 грудня 2023 року українські ЗМІ з посиланням на СБУ оприлюднило відео та фото з місця ліквідації Киви.

## Розслідування
У березні 2022 року Киву було заочно заарештовано й оголошено в міжнародний розшук.
Кива був обвинуваченим за наступними статтями Кримінального кодексу України:
- ч. 3 ст. 109 (заклики до насильницької зміни та повалення конституційного ладу та захоплення державної влади особою, яка є представником влади),
- ч. 1 ст. 111 (державна зрада),
- ч. 2 ст. 436-1 (використання символіки комуністичного тоталітарного режиму, вчинене особою, яка є представником влади),
- ст. 436 (публічні заклики до агресивної війни).

13 листопада 2023 року львівський суд визнав Киву заочно винним за всіма перерахованими пунктами, призначивши йому покарання у вигляді позбавлення волі на 14 років з конфіскацією майна.

## Скандали

### Казус із пістолетом у поїзді
21 квітня 2016 року в соцмережах було опубліковано фотографії Ківи в потязі Львів-Київ із пістолетом без кобури, заткнутим за ремінь, що порушувало інструкції з безпеки при поводженні зі зброєю. Спершу про це у Facebook написав Роман Синіцин. Пасажири потяга звернулися до поліції. Згодом було опубліковано фото Киви, що ходив Києвом зі зброєю без кобури.

### Розслідування СБУ
У серпні 2021 року в СБУ заявили, що нейтралізували «силовий осередок» проросійського громадського об'єднання, яке контролював народний депутат України, і запобігла спробам розхитування суспільно-політичної ситуації у східних регіонах України. Згідно із повідомленням, діяльність угруповання, причетного до вчинення тяжких злочинів на ідеологічному підґрунті, була заблокована під час спецоперації у Харкові, Сєвєродонецьку та Лисичанську, За даними ЗМІ, йдеться про організацію «Патріоти — За життя», у якій Кива є співзасновником.

### Захист дисертації та звинувачення в недоброчесності
26 квітня 2021 року у Державному інституті підготовки кадрів держслужби зайнятості Ілля Кива захистив дисертацію на здобуття наукового ступеня кандидата наук з державного управління. Тема роботи — «Механізми впливу громадянського суспільства на державне регулювання правоохоронної діяльності (на прикладі країн ЄС та України)»; всі 13 членів комісії одностайно проголосували «за». Водночас присудження наукового ступеня ще має затвердити Міністерство освіти і науки, де атестаційна комісія протягом 4 місяців має провести експертизу захищеної дисертації.
У Національному агентстві із забезпечення якості вищої освіти заявили, що «у випадку Киви ми маємо справу з явно не дуже якісною дисертацією і не дуже якісним захистом». Установа також з'ясувала, що «голова спецкомісії, перед якою захищався депутат Ілля Кива, за останні 14 місяців провела через захист 14 своїх аспірантів», назвали це «фабрика дипломів» і порівняли такий захист із придбанням наукового ступеня в інтернеті.
Під час кількох журналістських розслідувань їх авторами було знайдено факти, які можуть свідчити про ймовірну недоброчесність у процесі підготовки та захисту дисертації Киви.
Журналістське розслідування Bihus.Info оприлюднило факти недоброчесності здобувача, його наукового керівника, опонентів та інших учасників захисту. Зокрема, за твердженнями розслідувачів, посилання на опубліковані у збірниках тези виступів Киви на двох наукових конференціях МАУП є фіктивними, а самого факту участі в конференціях не підтверджують їх організатори. Підпис другого віцепрезидента ГО «Всеукраїнська асамблея докторів наук з державного управління» під однією з довідок, доданих до дисертаційної справи здобувача, виявився підробним. У тексті самої дисертації наявні неодноразові посилання на вторинні джерела (зокрема, класичні праці Мартіна Гайдеггера, Юрґена Габермас та ін. цитуються за працями українських учених), а в тексті англомовної статті — ознаки автоматичного перекладу.
Кива також додав до дисертації довідку від Офісу генпрокурора, у якій зазначено, що ця установа вже впроваджує результати досліджень нардепа в свою діяльність. Однак генпрокурор Ірина Венедіктова заявила, що офіційно дисертація Киви в Офіс генпрокурора не надходила, а довідка є «особистою позицією» людини, яка її видала.
Вже після захисту Міжрегіональна Академія Управління персоналом (МАУП), де Кива проходив аспірантуру, опублікувала у себе на сайті збірники науково-практичних конференцій з матеріалами Ківи, яких раніше не було. В «оновлених» версіях збірок із конференцій 2018 і 2019 з'явилися додаткові сторінки з матеріалами нібито від Киви. Наприкіцні травня журналісти Bihus info з'ясували, що підроблені збірники двох науково-практичних конференцій, які містили матеріали Киви, на сайті МАУП опублікували через прохання офіційної опонентки Киви на захисті його кандидатської дисертації — Ірини Жукової. Підроблені збірники видалили із сайту МАУП і провели службове розслідування.
Громадська рада при Міністерстві освіти та науки закликала міністерство перевірити дотримання вимог законодавства під час захисту кандидатської дисертації Киви. У середині червня міністр освіти Сергій Шкарлет повідомив, що до Міносвіти «не надійшло жодного заперечення» з приводу дисертації Киви. Але вже за кілька днів відмовився від цих слів, повідомивши, що Міносвіти отримало електронний примірник дисертації та атестаційну справу Киви, проводить перевірку всіх цих матеріалів.
У листопаді 2021 року Кива заявив, що його позбавили наукового звання кандидата наук, оскільки «комісія хоч і не знайшла плагіату, але не виявила і новизни». Політик заявив, що вважає це спробою дискредитації і збирається судитися. Водночас у Міністерстві освіти і науки України цю заяву спростували, пояснивши, що не позбавляли Киву ступеня кандидата наук, оскільки він і не присуджувався.

### Справа щодо оренди з ознаками фіктивності
У липні 2020 року журналісти Bihus.info встановили, що Кива у 2019 році отримав 1,2 мільйони гривень доходу від здачі в оренду жомової ями у Полтавській області, яка насправді виявилася порослою бур'янами ділянкою без жодних ознак підприємницької діяльності. Орендарем була львівська фірма, що фігурує у кримінальному провадженні та має ознаки фіктивності.
Журналісти також з'ясували, що Кива мешкає на вулиці Лютеранській, що в середмісті Києва; депутата постійно супроводжують чоловіки в екіпіруванні, схожі на представників охорони, утім ані помешкання, ані оренда послуг приватної охорони не вказані в декларації Киви. А машини, якими пересуваються начебто охоронці Киви, не зареєстровані в базі даних МВС.
Сам Кива заявив журналістам, що надати коментарі по суті угоди щодо оренди не може, а у начебто незадекларованому житлі живе його подруга.
У жовтні 2020 року НАЗК розпочало повну перевірку декларації Киви за результатами журналістських розслідувань.
У лютому 2021 року журналісти Bihus.Info знайшли нові докази фіктивності компанії, яка нібито орендує жомову яму Іллі Киви на Полтавщині: адресою реєстрації фірми у Львові виявився багатоквартирний будинок, її формальний керівник у телефонній розмові зізнався, що є підставною особою і отримав за реєстрацію фірми 500 гривень.
20 травня 2021 року Спеціалізована антикорупційна прокуратура України попросила Вищий антикорупційний суд конфіскувати в Киви жомову яму, оскільки було встановлено, що депутат «не є власником об'єкту нерухомості… не має правомочності щодо володіння, користування та розпорядження ним» і передав майно в оренду фірмі з ознаками фіктивності. 13 серпня Вищий антикорупційний суд України ухвалив рішення стягнути на користь держави 1 мільйон 252 тисячі 236 гривень з народного депутата Іллі Киви.

### Уникнення покарання за вимагання через довідку з психлікарні
У 2013 році Жовтневий райсуд міста Полтави визнав Іллю Киву винним в отриманні хабаря. Згідно з текстом судового вироку, злочин стався у 2011 році, коли Кива був заступником начальника Управління захисту прав споживачів у Полтавській області.
Незважаючи на те, що цей злочин вважається тяжким, суд призначив Киві тільки 10 тисяч гривень штрафу із забороною займати посади державної служби на один рік.
Серед пом'якшуючих обставин суд взяв до уваги, що Кива «перебував на лікуванні в Полтавській обласній клінічній психіатричній лікарні з діагнозом наслідки черепно-мозкової травми з психопатизацією особистості, є інвалідом 2 групи, має хворобливий стан здоров'я внаслідок перенесених закритих черепно-мозкових травм».
До листопада 2019 року Кива категорично заперечував, що мав проблеми з психічним здоров'ям. Тільки 28 листопада 2019 року в одному з інтерв'ю він розповів про свою епілепсію, яка проявилася у 2011 році під час перебування в СІЗО.
За даними журналістів з Наші Гроші, і у 2013 році, і під час перегляду вироку у 2014 році Кива визнав свою провину. В інтерв'ю в листопаді 2019 року він пояснив, що визнання в нього витягли у 2011 році шантажем. Але на питання журналістів, чому він визнав свою провину навіть у 2014 році під час перегляду вироку, Кива не відповів.
Підприємець Ігор Горбатенко, в якого Кива вимагав хабар, коментувати події 2011 року відмовився, заявивши, що «вже постраждав за це».

### Аморальна поведінка в парламенті
2 жовтня 2019 року журналіст зняв на відео, як Ілля Кива листується з моделлю, яка підписана у нардепа в смартфоні, як «Юля конкурс краси Одеса».
Після дзвінка дівчині депутат від ОПЗЖ почав активно смикати штани в районі ширінки.
Багато хто зробив висновок, що Кива мастурбував, хоча сам депутат у коментарях журналістам це спростував. За його словами, насправді він просто «поправив член, підтягнув шкарпетки й зателефонував знайомій дівчині». А відео Ілля Кива назвав «змонтованим».
У червні 2021 року Кива вдруге осоромився в сесійній залі Ради, сховавшись за колоною, розстебнувши ремінь і приспустивши штани до спідньої білизни. Преса припускає, що депутат таким чином поправляв сорочку після бійки з депутатом Миколою Тищенком, але ЗМІ обурювалися тим, що Кива роздягався безпосередньо в сесійній залі, та ще й при цьому вітався з депутатами, що проходили повз.

### Конфлікт із Богданом Яременком
31 жовтня 2019 року Кива звинуватив у сприянні скоєнню злочину та в аморальності свого колегу по Верховній Раді України Богдана Яременка, а також написав скаргу до поліції про причетність Яременка до кримінального злочину.

### Уникнення покарання за погрози
2 листопада 2019 року Кива пригрозив «відрізати голову» чоловіку за питання про його охорону, з якою політик листується. На своїй сторінці у Facebook Кива заявив, що щодо інциденту звернувся до Національної поліції. Він повідомив, що за ним «бігала група провокаторів» і відео є уривком із того, що вони зняли.
6 грудня 2019 року громадський діяч Сергій Стерненко опублікував відповідь ДБР на свою заяву щодо погроз Іллі Киви перехожому. ДБР відповіло, що не побачило складу правопорушення.

### Бійка в ресторані
22 січня 2020 року в Інтернеті з'явився відеозапис бійки Киви і ветерана російсько-української війни Михайла Маймана в київському ресторані «Моссо». На ній Кива підійшов до чоловіка і після обміну репліками вдарив того головою, але відразу ж отримав у відповідь удар.
Однак, за інформацією Генерального прокурора Рябошапки, кримінальну справу було відкрито саме проти Киви — за фактом завдання тілесних ушкоджень відвідувачу ресторану.
Згідно з версією Киви, Майман раніше неодноразово погрожував йому — як в особистому листуванні, так і публічно.
Ілля Кива пов'язав цей інцидент із політичним опонентом — колишнім народним депутатом Артуром Палатним. Через кілька днів Кива опублікував відео, у якому назвав Палатного «головним сутенером» України і звинуватив того в організації проти себе кампанії з дискредитації. 2 березня Киву викликали до ДБР для вручення підозри щодо даного розслідування.

### Українофобія
27 січня 2020 року українські волонтерки Ярина Чорногуз та Анастасія Конфедерат поверталися автобусом із похорону воїна 10-ї окремої гірсько-штурмової бригади Миколи Сорочука, вбитого росіянами на Донбасі. Дівчата вимагали від водія автобуса «Луцьк—Київ» вимкнути російський телевізійний серіал, що переросло в скандал, який набув розголосу в соцмережах та ЗМІ. Як наслідок, водія автобуса було звільнено з його роботи. Ілля Кива заступився за водія автобуса, заявив, що вважає його звільнення незаконним, а дівчат-волонтерок обізвав «крайніми правими націоналістками».
У червні 2020 року Кива запропонував перейменувати київський проспект Степана Бандери на проспект Джорджа Флойда, назвавши вбивство Джорджа Флойда в США в травні 2020 року «трагічною загибеллю темношкірого великомученика». Також запропонував включити Джорджа Флойда до Небесної сотні й канонізувати його.
Надалі, 20 вересня 2021 року, Ілля Кива привітав партію «Єдина Росія» з перемогою на виборах у Держдуму Російської Федерації.
7 жовтня 2021 року Ілля Кива привітав президента Росії Володимира Путіна з днем народження й назвав його «великим правителем». Відео депутат записав у Верховній Раді України.
23 жовтня 2021 року стосовно Киви, який опублікував привітальне відеозвернення до Путіна, відкрито кримінальне провадження за ст. 111 Кримінального кодексу України «Державна зрада». Кримінальне провадження було відкрито за офіційним зверненням до правоохоронних органів всеукраїнської політичної партії «УДАР Віталія Кличка». Відповідний лист надійшов з Офісу Генерального прокурору до голови виконкому «УДАРу» Артура Палатного, у якому було зазначено: «Повідомляємо, що за результатами розгляду вашої заяви щодо протиправних дій народного депутата України Киви І. В. Генеральним прокурором 23.10.2021 внесені відомості до Єдиного реєстру досудових розслідувань про вчинення кримінального правопорушення, передбаченого ч. 1 ст. 111 КК України. Здійснення досудового розслідування у цьому кримінальному провадженні доручено слідчим Головного слідчого управління Державного бюро розслідувань».
6 листопада 2021 року Ілля Кива розстріляв з автомата портрети учасників українського руху опору під час Другої світової війни. Серед портретів був портрет Степана Бандери. Цим учинком Ілля Кива хотів привітати киян із днем відступу військ Вермахту з Києва.

### Листування з Жириновським
4 лютого 2020 року на засіданні ВРУ журналісти записали відео, у якому видно, що Ілля Кива листувався начебто з Володимиром Жириновським, записаним як «Жирик Владимир Вольф». Депутат у листуванні скаржився на поганий уряд і неможливість відновлення гарних відносин між Росією та Україною. Журналістка Радіо свобода попросила депутата підтвердити або спростувати факт спілкування саме із Жириновським, але Кива не надав ні підтвердження, ні заперечення й грубо образив журналістку. Цим листуванням Киви зацікавилась СБУ. Згодом речник ЛДПР заявив, що «листування є фейком», Жириновський «узагалі не знає, хто такий Ілля Кива» й «мобільним телефоном він не користується». 12 лютого Кива заявив, що не знає Жириновського й це був розіграш.

### Привітання Путіна з днем народження
7 жовтня 2021 року Ілля Кива привітав президента Росії Путіна з днем народження й назвав його «великим правителем». У відеозаписі Кива бажає лідеру РФ «здоров'я, сил і Божого благословення». Запис було зроблено в коридорах Верховної Ради.
29 жовтня проти Киви відкрили кримінальне провадження за статтею «Державна зрада» через привітальне відеозвернення до президента РФ Путіна.

### Повідомлення про державну зраду
6 березня 2022 року генпрокурока України Ірина Венедіктова повідомила Киві про підозру його в державній зраді та публічних закликах до окупації території України.

### Заклики до використання ядерної зброї
17 квітня 2022 року Кива у своєму Telegram-каналі непрямо закликав Росію завдати превентивний удар по Україні зброєю масового ураження.

## Втеча з України
30 січня 2022 року Кива виїхав в іспанське місто Аліканте. Згодом, 14 лютого, він відмовився брати участь у закритій нараді в парламенті України, й повідомив, що не має наміру повертатися в Україну, заявивши, що не хоче воювати з агресором у разі його повномасштабного вторгнення.
23 лютого Кива закликав РБ і РФ «звільнити Україну від окупації». Також заявив, що «дії росіян несуть мир», Україна «просочена неонацизмом і не має майбутнього», а «українці, білоруси та росіяни — це один народ».
24 лютого, з початком вторгнення військ РФ в Україну, Кива в онлайн-включенні в ефірі російського телебачення заявив, що українському народові «потрібне звільнення».
28 лютого 2022 року він відвідав ефір російського «Першого каналу», де назвав уторгнення Росії в Україну трагедією для обох країн. Водночас він звинуватив президента України Володимира Зеленського в «затягуванні війни» та заявив, що «В Україні все просякнуте нацизмом».

## Особисте життя
У 1993 році Кива став батьком у 16 років, у нього народилася дочка Катерина, яка перебувала під санкціями.
Син Георгій народився у 2012 році від іншої жінки.
У грудні 2019 року народилася третя дитина — дочка Марія.
У 2018 році зустрічався з Катериною Мазур.

## Критика
- Під час роботи заступником начальника Управління у справах захисту прав споживачів у Полтавській області був звинувачений у хабарництві. У грудні 2013 року Жовтневий суд Полтави визнав Киву винним. Наступного року суд переглянув вирок та застосував закон про амністію[151][152][153]. Як з'ясувалося згодом, суд взяв до уваги довідку з психлікарні про хворобу підозрюваного[154].
- Кива отримав звання майора міліції, не маючи жодного досвіду служби в органах правопорядку, чи служби в армії[15] й був призначений командиром батальйону патрульної служби міліції особливого призначення «Полтавщина», який було створено управлінням МВС України в Полтавській області на базі батальйону «Полтава», роти «Кременчук» і роти «Мирний», якою до того командував сам Ілля. Начальник ГУМВС Полтавської області Іван Корсун підтвердив наказ Авакова[16]. Пізніше в результаті протесту бійців батальйону «Полтавщина» Киву було звільнено, а батальйон розформовано. В окремий батальйон спецпризначення «Полтава» було виділено 275 бійців. Командиром нового батальйону «Полтава» став колишній боєць добровольчого батальйону «Азов» Юрій Анучін[155]. Пізніше Кива зізнавався, що застосовував жорстокі методи до бійців батальйону «Полтавщина» за надмірне вживання алкоголю, зокрема дозволяв собі прив'язувати їх до стовпів на кілька діб[156].
- У 2017 році Кива організував напівзаконне воєнізоване формування «Безпека життя» під патронатом МВС, котре використовувалось як тітушки в мітингах на стороні забудовників та зокрема в контрмітингу під САП, підтримуючи закриття справи «Рюкзаків Авакова»[157]. Структура була розформована в жовтні 2018 року.
- 1 жовтня 2018 року громадський активіст Сергій Стерненко заявив, що Кива у присутності правоохоронців погрожував йому розправою, сказавши: «ми вас, активістів у землю будемо закопувати»[158][159]. Сам Кива уточнив: Коли я прийду до влади, я зберу весь цей «бруд» і закопаю в землю. На це Стерненко спитав, чи може він вважати це погрозою? Я сказав, якщо він вважає себе брудом, то так. Моє завдання захищати закон[160].

## Нагороди
- Орден Данила Галицького (10 жовтня 2015 року) — за особистий внесок у зміцнення обороноздатності Української держави, мужність, самовідданість і високий професіоналізм, виявлені під час бойових дій та при виконанні службових обов'язків[161][162].
- Відзнака за заслуги перед Збройними силами України (21 жовтня 2015 року) — почесний нагрудний знак Начальника Генерального штабу — Головнокомандувача Збройних Сил України «За заслуги перед Збройними Силами України»[163].
- Відзнака МВС України «Вогнепальна зброя» (20 травня 2015 року; пістолет «Форт-17» калібру 9 мм, № 140450) — за особливі заслуги в захисті конституційних прав і свобод людини і громадянина, зразкове виконання службового та громадянського обов'язку, виявлені при цьому честь і доблесть[163].
- Відзнака МВС України «Вогнепальна зброя» (12 лютого 2016 року; пістолет АПС калібру 9 мм, № АГ 705-55) — за особливі заслуги в захисті конституційних прав і свобод людини і громадянина, зразкове виконання службового та громадянського обов'язку, виявлені при цьому честь і доблесть[164][165]. Позбавлений 16.11.2021 указом міністра МВС Дениса Монастирського[166]. Також були анульовані дозволи на право зберігання та носіння нагородної зброї. 18.11.2021 Кива здав два нагородні пістолети — Glock-19 і АПС та дозволи на їх зберігання до ГУНП у Києві[167][168]. Вилучену зброю вручили двом командирам Національної гвардії[169].

## Творчість
- Зіграв роль «батька» Махна у фільмі «Посттравматична рапсодія».